# Дятел танзанійський
Дя́тел танзанійський (Dendropicos stierlingi) — вид дятлоподібних птахів родини дятлових (Picidae). Мешкає в Танзанії, Малаві і Мозамбіку.

## Опис
Довжина птаха становить 17,5 см. Верхня частина тіла оливково-коричнева, нижня частина тіла біла або кремова, поцяткована коричневими смужками. Обличчя. шия, підборіддя і горло білі, на обличчі коричневі смуги. Крила зверху коричневі, знизу білі, хвіст коричневий, на кінці охристий, знизу блідий. У самців на тімені і потилиці червона пляма, у самиць тім'я коричнювате, потилиця чорна. Дзьоб сірий, біля основи світліший, лапи сірі або оливкові, очі червонуваті.

## Поширення і екологія
Танзанійські дятли мешкають на півдні Танзанії, на південному заході Малаві та на півночі Мозамбіку. Вони живуть у лісистих саванах міомбо, в заростях Brachystegia. Уникають густих лісів. Зустрічаються на висоті до 1500 м над рівнем моря. Живляться безхребетними. Сезон розмноження триває з липня по жовтень, гніздяться в дуплах на деревах.

## Збереження
МСОП класифікує стан збереження цього виду як близький до загрозливого. Танзанійським дятлам загрожує знищення природного середовища і лісові пожежі, зокрема спровоковані людьми.